# Гексабромомеркурат(II) аммония
Гексабромомеркурат(II) аммония — неорганическое соединение,
комплексная соль аммония, ртути и Бромистоводородной кислоты
с формулой (NH4)4[HgBr6],
кристаллы.

## Получение
- Нагревание смели бромида ртути(II) и бромида аммония:

{\displaystyle {\mathsf {HgBr_{2}+4NH_{4}Br\ {\xrightarrow {250^{o}C}}\ (NH_{4})_{4}[HgBr_{6}]}}}

## Физические свойства
Гексабромомеркурат(II) аммония образует кристаллы
тетрагональной сингонии,
пространственная группа P 4/mnc,
параметры ячейки a = 0,925560 нм, c = 0,88657 нм, Z = 2
.
При температуре 250 К переходит в фазу
ромбической сингонии,
пространственная группа P nnm,
параметры ячейки a = 0,88436 нм, b = 0,92191 нм, c = 0,92232 нм, Z = 2.
При температуре 200 К переходит в фазу
моноклинной сингонии,
пространственная группа P 21/n,
параметры ячейки a = 0,88080 нм, b = 0,91608 нм, c = 0,91498 нм, β = 90,230°, Z = 2
.